# 克莉絲蒂·杜靈頓
克莉絲蒂·妮可·杜靈頓·宾斯（英語：Christy Nicole Turlington Burns，1969年1月2日—）是一位美國超級名模，出生於加州核桃溪。父親為泛美航空飛機師，母親為薩爾瓦多人。
她從1987年開始擔任Calvin Klein的模特兒。曾經為Maybelline Cosmetic拍攝多部廣告，並在多部關於流行業界的電影中出現。

## 早年生活
克莉絲蒂13歲時熱愛騎馬，參加各種馬術比賽，立志成為騎師。她課餘時拍攝的照片，她萬萬也想不到那些照片竟成為時尚界的話題。

## 模特兒事業
克莉絲蒂13歲時被星探發掘，14歲已走紅於模特兒界。被星探發掘後，她受到模特兒公司Ford的大力栽培，成為時尚界的巨星。她常當上《ELLE》的封面，所代言的品牌也多得驚人。1987年的《VOGUE》（意大利版）的封面亦是她顛峰的開始，設計師及攝影師爭相與她合作。Maybelline和資生堂等著名化妝品牌公司邀請她擔任代言人，拍攝廣告。克莉絲蒂曾被香奈兒的設計師，Karl Lagerfeld稱讚她擁有「最完美的五官」，是所有美國女性憧憬的對象。她曾與克勞迪婭·雪佛、娜歐蜜·坎貝兒及艾勒·麥克法森等超模一同經營Fashion Cafe Restaurant。
　　

## 個人生活

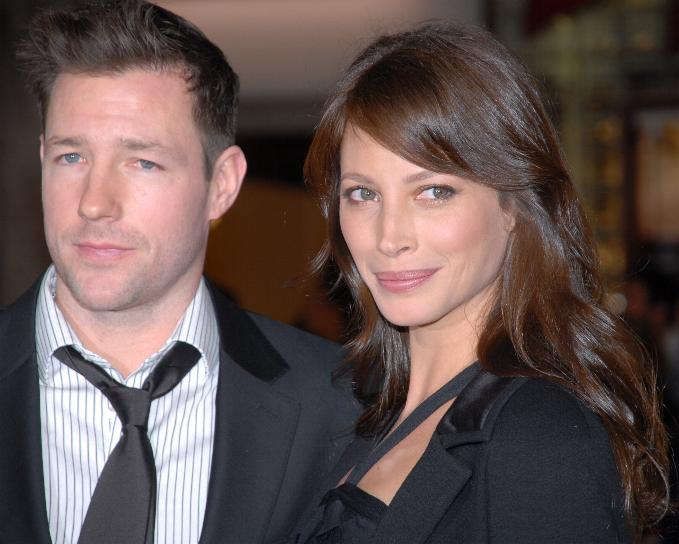
克莉絲蒂與愛德華·伯恩斯

克莉絲蒂與男演員，愛德華·伯恩斯（Edward Burns）於2003年7月7日結婚，2003年產下女兒，2006年產下兒子。克莉絲蒂淡出模特界後，努力勤練瑜珈，並出版一本名為《Living Yoga》的書，並於紐約大學修讀美術和文學。

## 參考來源

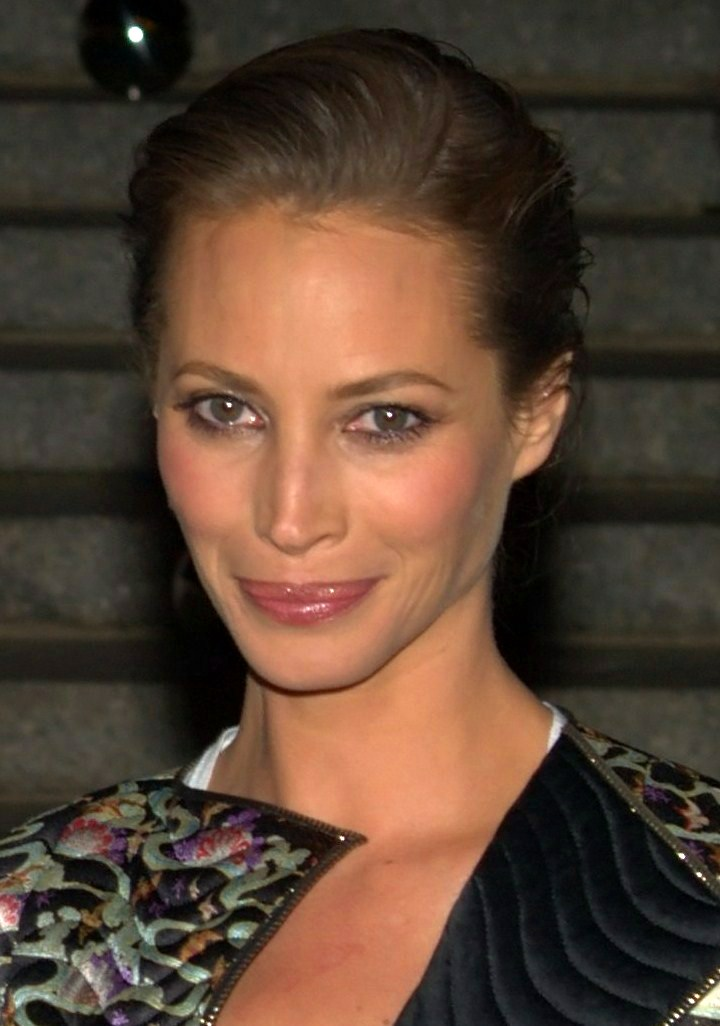
克莉絲蒂於2010年

## 外部連結
- Christy Turlington在互联网电影资料库（IMDb）上的資料（英文）
- 克莉絲蒂·杜靈頓的Instagram帳戶
- Official Site: Smoking Is Ugly （页面存档备份，存于）
- The Model Yogini: Beliefnet catches up with Christy Turlington （页面存档备份，存于）
- Christy Turlington's religious life （页面存档备份，存于）